# Koetshuis De Buitenplaats
Het voormalige koetshuis De Buitenplaats is een gemeentelijk monument aan de Burgemeester Grothestraat 53a-b in Soest in de provincie Utrecht.
Het vroegere koetshuis met koetsierswoning achter herenhuis De Buitenplaats werd in het laatste kwart van de negentiende eeuw gebouwd aan de Burgemeester Grothestraat. In 1969 werden aan de achterzijde van het pand een garage en rijwielberging gebouwd. De smeerput van de garage is nog terug te vinden. De berging en hobbyruimte aan de rechterzijde werd in 2002 toegevoegd. 
Het witgepleisterde gebouw met vakwerk is in chaletstijl gebouwd. De twee zadeldaken staan haaks op elkaar. De beide topgevels zijn gedecoreerd. De zinken decoraties aan de voorzijde zijn nog origineel.